# Unité urbaine de Saint-Cyprien
L'unité urbaine de Saint-Cyprien est une unité urbaine française centrée sur Argelès-sur-Mer, Elne et Saint-Cyprien dans le département des Pyrénées-Orientales et la région Occitanie.

## Données générales
En 2010, selon l'Insee, l'unité urbaine de Saint-Cyprien est composée de onze communes, toutes situées dans l'arrondissement de Céret. Les villes balnéaires et touristiques d'Argelès-sur-Mer, Collioure et Port-Vendres font partie de cette vaste agglomération balnéaire et littorale qui s'étire le long du rivage occidental du Golfe du Lion depuis la frontière avec l'Espagne constituant la Côte Vermeille.
Dans le nouveau zonage de 2020, le nombre de communes est de quatorze, les communes de Laroque-des-Albères, Sorède et Villelongue-dels-Monts ayant été ajoutées au périmètre.
En 2022, avec 64 951 habitants, elle représente la deuxième unité urbaine des Pyrénées-Orientales après celle de Perpignan qui est la préfecture du département.
Elle occupe le 11e rang régional dans la région Occitanie après l'unité urbaine d'Albi (10e rang régional) et avant l'unité urbaine de Castres (12e rang régional).
En 2022, sa densité de population, qui s'élève à 283 hab/km2, est près de trois fois et demi moins élevée que celle de l'unité urbaine de Perpignan (955 hab/km2). Par sa superficie, elle représente 5,57 % du territoire départemental mais, par sa population, elle regroupe 13,18 % de la population du département des Pyrénées-Orientales.

## Composition 2020 de l'unité urbaine
Elle est composée des quatorze communes suivantes :
| Nom                    | Code Insee | Département         | Statut       | Superficie (km2) | Population (dernière pop. légale) | Densité (hab./km2) | Modifier                                    |
| ---------------------- | ---------- | ------------------- | ------------ | ---------------- | --------------------------------- | ------------------ | ------------------------------------------- |
| Argelès-sur-Mer        | 66008      | Pyrénées-Orientales | ville-centre | 58,67            | 10 779 (2022)                     | 184                | modifier les données · modifier les données |
| Elne                   | 66065      | Pyrénées-Orientales | ville-centre | 21,29            | 9 479 (2022)                      | 445                | modifier les données · modifier les données |
| Saint-Cyprien          | 66171      | Pyrénées-Orientales | ville-centre | 15,80            | 11 995 (2022)                     | 759                | modifier les données · modifier les données |
| Alénya                 | 66002      | Pyrénées-Orientales | banlieue     | 5,34             | 3 712 (2022)                      | 695                | modifier les données · modifier les données |
| Collioure              | 66053      | Pyrénées-Orientales | banlieue     | 13,02            | 2 637 (2022)                      | 203                | modifier les données · modifier les données |
| Corneilla-del-Vercol   | 66059      | Pyrénées-Orientales | banlieue     | 5,43             | 2 679 (2022)                      | 493                | modifier les données · modifier les données |
| Latour-Bas-Elne        | 66094      | Pyrénées-Orientales | banlieue     | 3,31             | 3 224 (2022)                      | 974                | modifier les données · modifier les données |
| Laroque-des-Albères    | 66093      | Pyrénées-Orientales | banlieue     | 20,51            | 2 245 (2022)                      | 109                | modifier les données · modifier les données |
| Palau-del-Vidre        | 66133      | Pyrénées-Orientales | banlieue     | 10,41            | 3 232 (2022)                      | 310                | modifier les données · modifier les données |
| Port-Vendres           | 66148      | Pyrénées-Orientales | banlieue     | 14,77            | 3 976 (2022)                      | 269                | modifier les données · modifier les données |
| Saint-André            | 66168      | Pyrénées-Orientales | banlieue     | 9,73             | 3 395 (2022)                      | 349                | modifier les données · modifier les données |
| Sorède                 | 66196      | Pyrénées-Orientales | banlieue     | 34,54            | 3 500 (2022)                      | 101                | modifier les données · modifier les données |
| Théza                  | 66208      | Pyrénées-Orientales | banlieue     | 4,83             | 2 181 (2022)                      | 452                | modifier les données · modifier les données |
| Villelongue-dels-Monts | 66225      | Pyrénées-Orientales | banlieue     | 11,55            | 1 917 (2022)                      | 166                | modifier les données · modifier les données |

## Évolution démographique
L'évolution démographique ci-dessous concerne l'unité urbaine selon le périmètre défini en 2020.
| 1968   | 1975   | 1982   | 1990   | 1999   | 2006   | 2011   | 2016   | 2022   |
| ------ | ------ | ------ | ------ | ------ | ------ | ------ | ------ | ------ |
| 28 808 | 30 882 | 35 355 | 42 435 | 49 795 | 54 285 | 57 581 | 60 634 | 64 951 |

#### Données générales
- Unité urbaine en France
- Aire d'attraction d'une ville
- Liste des unités urbaines de France

#### Données démographiques en rapport avec l'unité urbaine de Saint-Cyprien
- Aire d'attraction de Perpignan
- Arrondissement de Céret

#### Données démographiques en rapport avec les Pyrénées-Orientales
- Démographie des Pyrénées-Orientales